# Ключ (Гацко)
Ключ (серб. Кључ / Ključ) — село в общине Гацко Республики Сербской Боснии и Герцеговины. Население составляет 42 человек по переписи 2013 года.

## География
Находится к юго-западу от города Гацко. От Гатацкого поля его отделяет гора Баба (1737 м), которая граничит с Ключско-Церницкой котловиной на севере и Каменным холмом на юге. Климат мягче, чем в других района Гатацкого поля и общины Гацко, благодаря тому, что котловина защищена горами. Есть несколько источников воды.

## История
В 1373 году сербский князь Лазарь Хребелянович боснийский бан Твртко разделили земли Николы Алтомановича: территория нынешней общины Гацко отошла к Твртко. Первый письменный документ с упоминанием Ключа — это грамота воеводы Сандаля Хранича от 28 декабря 1410 года. Пригородом Ключа в более широком смысле была караванная станция Церница, позже выросшая до площади с таможенным пунктом. В 1468 году эти земли вошли в состав Османской империи, а в 1699 году после подписания перемирия в Сремских-Карловцах стал штаб-квартирой капитанства, которое занимало территорию современных общин Гацко и Билеча, совпадая с территорией Церницкого кадылука Османской империи. Крепость в Ключе была заброшена еще до захвата земель австро-венграми.

## Достопримечательности
На территории села Ключ находятся два исторических объекта — Старый город Ключ (босн. Stari grad Ključ) и мечеть Айнебег-деде, также известная как мечеть Старица или мечеть Ключских капитанов, которые входят в список национальных памятников Боснии и Герцеговины.